# Aechmea canaliculata
Aechmea canaliculata är en gräsväxtart som beskrevs av Elton Martinez Carvalho Leme och Hans Edmund Luther. Aechmea canaliculata ingår i släktet Aechmea och familjen Bromeliaceae. Inga underarter finns listade i Catalogue of Life.